# I. e. 676
Évszázadok: i. e. 8. század – i. e. 7. század – i. e. 6. század
Évtizedek: i. e. 720-as évek – i. e. 710-es évek – i. e. 700-as évek – i. e. 690-es évek – i. e. 680-as évek – i. e. 670-es évek – i. e. 660-as évek – i. e. 650-es évek – i. e. 640-es évek – i. e. 630-as évek – i. e. 620-as évek
Évek: i. e. 681 – i. e. 680 – i. e. 679 – i. e. 678 –  i. e. 677 – i. e. 676 – i. e. 675 – i. e. 674 – i. e. 673 – i. e. 672 – i. e. 671

## Események
- A 26. olümpiai játékok
- Assur-ah-iddína lerombolja Szidónt, majd a térség ellenőrzésére Kár-Assur-ah-iddina néven erődvárost épít

## Halálozások
- Terpandrosz görög zenész, költő, író, a zeneelmélet megalapozója